# 石黒則年
石黒 則年、（いしぐろ のりとし、1949年11月28日-）は、日本の福音派の牧師、旧約聖書学者、神学校教師、日本フリーメソジスト教団教職長老。2002年〜2015年、大阪キリスト教短期大学教授（旧約聖書学担当）。

## 人物
- 1970年、国立米子工業高等専門学校電気工学科卒業
- 1981年、バークシャー基督教大学卒業（米国、B.A.in Theology）
- 1984年、神戸ルーテル神学校修了 (M.Div.)
- 1990年、Asia Graduate School of Theology 修了（M.Th. 旧約学専攻）
- 2004年、同校D.Min.課程単位取得退学。
- 1966年、学生時代にフロイド・パワーズ宣教師から洗礼を授けられ、日本アドベント・キリスト教団米子復活教会に入信し、ニール・ブラウン宣教師の薫陶を受けた。卒業後、三菱電機鎌倉製作所に勤務の後、四条畷基督教学院に入学。
- 1976年、同校を卒業後、西宮市で伝道を開始（ - 1980年8月）。
- 1980-81年、米国のバークシャー基督教大学へ編入（留学）し、卒業。
- 1981年、留学から帰国後、同年8月より堺市で伝道（ - 1988年3月）の傍ら、神戸ルーテル神学校に編入学し、M.Div.課程修了。同校の講師兼教務補佐となる。
- 1985年4月から大阪基督教短期大学（現大阪キリスト教短期大学）の非常勤講師となり、1992年4月から同校の専任講師、助教授を経て、2002年〜2016年まで教授。2016年3月に定年退職。
- 1993年2月、日本フリーメソジスト教団の教職長老に転籍し、1996年4月より（宗）桜井聖愛教会の主任牧師を兼務（ - 2005年5月）。
- その間、関西聖書神学校などの非常勤講師を勤める（-2022年）。2010年8月に大阪クリスチャンセンターカレッジの開校に講師として協力（旧約聖書学担当）。
- （以上、著書『詩篇（73-150篇）』いのちのことば社、1988年の「あとがき」、『キリスト教年鑑』キリスト新聞社、2016年版、『論文集および著作物一覧』（自費出版）、2017年などを参照。）

## 主な著書
- 『アモス書の研究』、神戸ルーテル神学校M.Div.課程修了論文、1984年
- 「詩篇（脚注）」「ヨブ記（脚注）」『聖書（新改訳、脚注付）』、いのちのことば社､1981年
- 『詩篇（73 - 150篇）』、いのちのことば社、1988年
- 『詩篇研究から見た「主の恐れ」の概念について』、Asia Graduate School of Theology M.Th.課程修了論文､1990年
- 「女性の四季」『幼児教育大学』、大阪市教育委員会、1993年
- 「アメリカ聖地研究所について」『聖書地理と考古学』、神戸ルーテル神学校、1993年
- 「女性学入門」『幼児教育大学』大阪市教育委員会、1994年
- 「民数記（注解）」『（新）実用聖書注解』、いのちのことば社、1995年、2008年（改訂版）
- 「目に見えないものを見つめて生きる」『幼児教育大学』、大阪市教育委員会、1996年
- 「新しい生のパラダイム〜理想をもって人間らしく〜」『幼児教育大学』、大阪市教育委員会、1997年
- 「人間学からみた家族を問う〜日本・アメリカ・イスラエルの課題」『幼児教育大学』、大阪市教育委員会、1999年
- 「民数記」『聖書66巻がわかる』、いのちのことば社、2001年
- 「国際と教養教育の広がり」『新しい教養への道しるべ』、大阪キリスト教短期大学、2001年、2006年（改訂版）
- 「詩編68編釈義」『アレテイア・聖書から説教へ』37号、日本キリスト教団出版局、2002年
- 「キリスト教と現代」佐藤陽二（編）『キリスト教ハンドブック』、三省堂、2009年（改訂・増補版）
- 『詩篇』（共著）、いのちのことば社、2010年（第6刷、合本）
- 『旧約聖書あと一歩』、キリスト新聞社、2011年
- 「民数記1〜18章解説」『マナ』5月号、いのちのことば社、2013年
- 「申命記13〜34章解説」『マナ』7月号、いのちのことば社、2013年
- 「モーセの死をめぐって」『聖化の説教』【旧約編Ⅰ】、日本聖化協力会、2013年
- 「イムマヌエル eラーニング」第11期（5月 - 7月）テキスト『旧約聖書あと一歩』、イムマヌエル綜合伝道団教学局、2014年

・『論文集および著作物一覧』（自費出版）、2017年

## 論文
- 「アモス書における預言者の系譜」『神学と人文』25集、大阪キリスト教短期大学、1985年
- 「A Consideration of the Restoration of Israel」(英文),Henceforth, Berkshire Christian College, 1986.
- 「The Concept of the FEAR OF GOD in the Light of Psalm Study」(英文),Summaries, Asia Graduate School of Theology, 1990.
- 「詩篇における『恐れ』と信仰」『神学誌』14号、神戸ルーテル神学校、1991年
- 「キリスト教人間学への序論的考察」『神学と人文』32集、大阪キリスト教短期大学、1992年
- 「エッセネ宗団とイエスの関わり」『神学と人文』33集、大阪キリスト教短期大学、1993年
- 「最近のイエス伝研究の動向について」『神学と人文』34集、大阪キリスト教短期大学、1994年
- 「芦名定道著『宗教学エッセンス』評論」『福音主義神学』24号、日本福音主義神学会、1994年
- 「旧約聖書の教育論から現代への示唆」『神学と人文』35集、大阪キリスト教短期大学、1995年
- 「イエスと都市文化との接点をめぐって」『神学と人文』36集、大阪キリスト教短期大学、1996年
- 「イエスの教説の倫理学的特質について〜死海文書との関わりをめぐって〜」『基督教論集』40号、青山学院大学同窓会基督教学会、1997年
- 「『聖公会大綱』三九箇条の神学的特質とその現代的意味」『神学と人文』37集、大阪キリスト教短期大学、1997年
- 「死海文書におけるダビデ像についての一考察」『研究報告書』35集、大阪私立短期大学協会、1998年
- 「イエス時代における熱心党の活動についての一考察〜ガムラからの考古学的情報をもとにして〜」『神学と人文』38集、大阪キリスト教短期大学、1998年
- 「1945年以後の日本のキリスト教史についての一考察〜ことに日本フリーメソジスト教団の歩みをめぐって〜」『神学と人文』39集、大阪キリスト教短期大学、1999年
- 「聖書解釈における文脈化についての一考察」『R.A.C.ジャーナル』8号、文脈化研究会、2000年
- 「コンテキストを重視した福音書解釈についての一考察〜ルカ福音書23章42〜43節を実例として」『神学と人文』40集、大阪キリスト教短期大学、2000年
- 「後藤牧人著『ナアマンとリモン礼拝』への応答」『R.A.C.ジャーナル』9号、文脈化研究会、2001年
- 「現代的コンテキストを考慮した聖書解釈のパラダイムについての考察〜聖書釈義から説教への展開を指向して〜」『神学と人文』42集、大阪キリスト教短期大学、2002年
- 「ポストモダン時代のキリスト教をめぐる一考察」『神学と人文』43集、大阪キリスト教短期大学、2003年
- 「申命記34章1〜12節に関する釈義的一考察〜モーセの死をめぐって〜」『神学と人文』46集、大阪キリスト教短期大学、2006年
- 「詩篇第2篇の釈義的一考察」『神学と人文』47集、大阪キリスト教短期大学、2008年
- 「詩篇第1篇についての釈義的一考察」『神学と人文』48集、大阪キリスト教短期大学、2008年
- 「クリスマス物語の再検討」『神学と人文』49集、大阪キリスト教短期大学、2010年
- 「フィリピン教会史から日本伝道への教訓」『大阪キリスト教短期大学紀要』50集、大阪キリスト教短期大学、2010年
- 「申命記6：4-5に関する考察と翻訳文の提案〜nepheshの概念を中心として〜」『紀要』51集、大阪キリスト教短期大学、2011年
- 「詩篇の編集と第121篇の釈義的考察」『紀要』52集、大阪キリスト教短期大学、2012年
- 「詩篇第1篇の釈義的再考察」『紀要』53集、大阪キリスト教短期大学、2013年
- 「詩篇第23篇の釈義的考察」『紀要』54集、大阪キリスト教短期大学、2014年

## 辞典等への寄稿
- 「ソロモン」「エリヤ」ほか全14項目『新聖書辞典』、いのちのことば社、1985年、（改訂版『新エッセンシャル聖書辞典』、2006年）
- 「律法」「世界」ほか全16項目『新キリスト教辞典』、いのちのことば社、1991年
- 「聖書の基本的な教え」「緊急時の備え」『クリスチャン生活百科』、いのちのことば社、1997年、2000年（改訂版）、（再改訂版『新クリスチャン生活百科』2007年）
- 「聖書の外典と偽典」「アダム」「死海文書」『聖書神学事典』、いのちのことば社、2010年

## 翻訳書
- チャールス・ライス著『聖書と説教』2号、聖文舎、1979年
- チャールズ・スウィンドル著『三歩前進二歩後退』いのちのことば社、1982年
- マーティン・ロイドジョンズ著『霊的スランプ：信仰の回復』聖書図書刊行会、1983年、改訂版、いのちのことば社、2024年
- ロイ・C・プトナム著『神の武具による勝利』聖書図書刊行会、1984年
- デイビッド・A・ディーン著『偉人の業績を継いで』日本アドベントキリスト教団教育部、1985年
- トール・ヨルゲンセン著「子どもたちを妨げないで〜小児陪餐についての一考察〜」『神学誌』12号、神戸ルーテル神学校、1985年
- チャールズ・スウィンドル著『みことばの励まし』いのちのことば社、1986年
- ゲール・ホアス著「北欧の神学Ⅱ」『現代神学小史』いのちのことば社、1987年（共訳）
- J・C・ライル著『ライル福音書講解』ヨハネⅠ、聖書図書刊行会、1987年（共訳）
- J・C・ライル著『ライル福音書講解』ヨハネⅢ、聖書図書刊行会、1988年（共訳）
- ジョン・ストット著『今求められる牧師と信徒の関係』いのちのことば社、1990年
- チャールズ・スポルジョン著『たましいを追い求めよ』いのちのことば社、1991年
- チャールズ・スウィンドル著『教会における性といのちの問題』いのちのことば社、1994年
- ニール・アンダーソン著『キリストにある自由をめざして』いのちのことば社、1999年
- パトリック・D・ミラー著『申命記』（新聖書注解シリーズ 旧約）日本キリスト教団出版局、1999年

## 所属学会
- 日本基督教学会
- 日本旧約学会
- Associates for Biblical Research
- 青山学院大学神学科同窓会基督教学会
- 日本福音主義神学会
- 聖書釈義研究会